# Fritz (radio)
Fritz is de publieke jongerenradiozender voor Brandenburg en Berlijn en zetelt in Babelsberg. Het programma wordt door de Rundfunk Berlin-Brandenburg (RBB) geproduceerd.

## Geschiedenis
Fritz ontstond uit de Brandenburgse jongerenradio Rockradio B en de Berlijnse jongerenradio Radio 4U en ging 1 maart 1993 op zender. Na het einde van de jongerenradio DT64 in 1992, die uit een jongerenzender van de DDR-staatsomroep voortgekomen is, werd Radio Fritz als jongerenradio voor het publiek van Berlijn en Brandenburg opgezet. De naam Fritz is van de pruisische koning Frederik II oftewel Alte Fritz afgeleid.
De uit negen tonen bestaande herkenningsmelodie in de jingles van Fritz is een majeure variatie van de melodie uit het nummer Radioaktivität van de band Kraftwerk.